# Real Albergo dei Poveri
(Stendhal)
Il Real Albergo dei Poveri, o Palazzo Fuga, è il maggiore palazzo monumentale di Napoli e una delle più grandi costruzioni settecentesche d'Europa.

## Storia

### Le origini

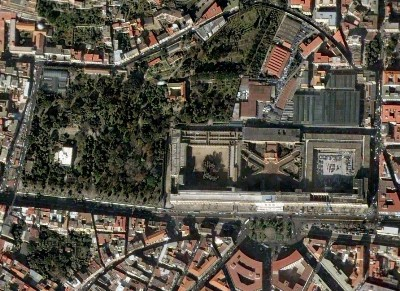
Veduta aerea dell'edificio; sulla sinistra si vede l'orto botanico, creato agli inizi del XIX secolo.

Nel 1749 l'architetto fiorentino Ferdinando Fuga fu chiamato a Napoli da re Carlo di Borbone, che gli affidò l'incarico di progettare un gigantesco Albergo dei Poveri, volto ad accogliere le masse di poveri dell'intero Regno. Il progetto del sovrano si inseriva in una precisa temperie storica, influenzata dalle teorie dell'illuminismo napoletano; pochi anni prima egli aveva anche promosso i lavori dell'Albergo dei Poveri di Palermo. 
Fuga individuò un luogo adeguato lungo l'importante via Foria, in un'area posta allora ai margini settentrionali della città, concependo un edificio rettangolare di dimensioni grandiose articolato su cinque cortili interni. A causa dell'immensità dell'opera i lavori si protrassero a lungo, tanto da non essere ancora conclusi alla morte di Fuga nel 1782, proseguendo così sotto la direzione di Mario Gioffredo e Carlo Vanvitelli prima di arrestarsi definitivamente nel 1819.

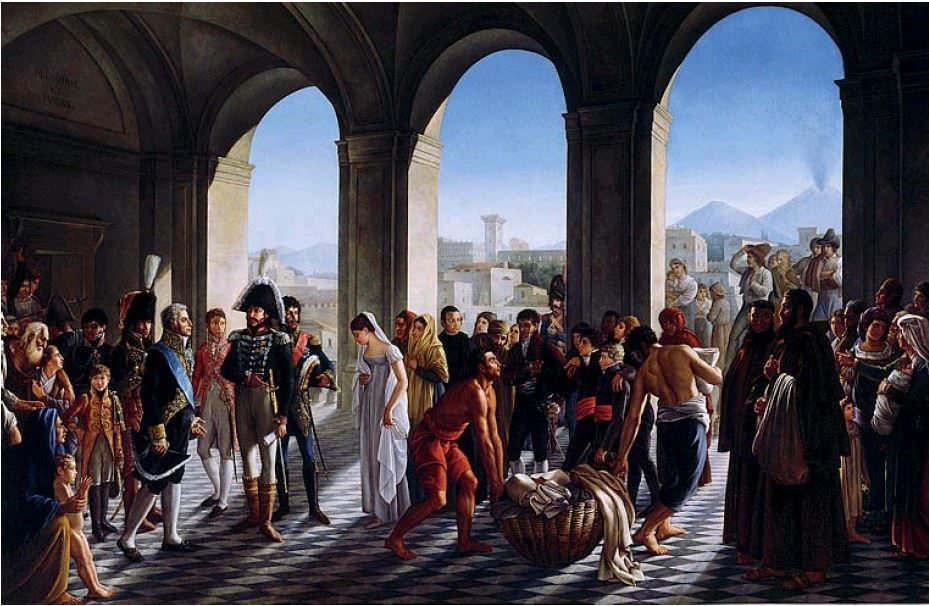
Benjamin Rolland, Gioacchino Murat visita l'Albergo dei poveri.

L'edificio così ultimato, pertanto, per quanto imponente non rappresentava che una porzione di quelle che avrebbero dovuto essere le sue dimensioni secondo i progetti originari; tra l'altro furono realizzati solo 3 dei 5 cortili inizialmente previsti. Tra le cause della sospensione, oltre all'ingente cifra necessaria al completamento, vi è da ravvisare un approccio da parte del nuovo re Ferdinando diverso rispetto a quello di suo padre Carlo: si decise pertanto di adottare un nuovo progetto, elaborato dall'architetto Francesco Maresca, che prevedeva un numero limitato di camerate, a vantaggio di locali più ampi dove sarebbero state allocate macchine di produzione manifatturiera. Agli inizi del XIX secolo, quindi, l'istituzione caritatevole aveva lo scopo di fornire ai bisognosi (come ad esempio gli orfani della Santa Casa dell'Annunziata, accolti a partire dal 1802) i mezzi di sussistenza e l'insegnamento di un mestiere che li avrebbero potuti rendere autonomi nella loro vita quotidiana.
Nel 1838 nell'albergo furono aperte varie scuole, tra cui anche una scuola di musica che fornì per vari anni suonatori provetti alle compagnie militari e dove si avvicendarono insegnanti celebri, tra i quali Raffaele Caravaglios, e importanti amministratori, tra cui Rodrigo Nolli.
Nel corso dei decenni l'imponente edificio mutò più volte destinazione d'uso, mantenendo però sempre, anche solo in parte, la primitiva impronta assistenziale: vi trovarono così spazio una scuola per sordomuti, un centro di rieducazione per minorenni, un tribunale per i minorenni, un cinema, delle officine meccaniche, una palestra, un distaccamento dei vigili del fuoco, la sezione civile dell'archivio di Stato di Napoli. Nel 1938 ospitò in visita alcuni rappresentanti del primo congresso internazionale di criminologia, che si stava tenendo a Roma.

### Il XX secolo

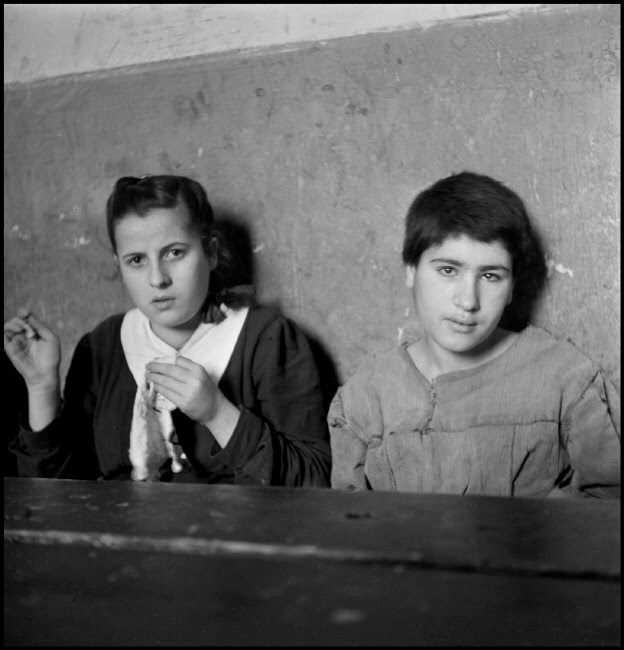
Giovani prostitute in una foto del 1948 nel riformatorio dell'Albergo, dove apprendevano l'arte del ricamo dalle suore cattoliche in vista di un reinserimento nella società.

Nel 1937, sotto l'impulso del prefetto Marziali, fu operato un radicale rinnovamento venendo incontro alle necessità segnalate dal ministro di grazia e giustizia Arrigo Solmi e dal direttore generale delle carceri Giovanni Novelli per la realizzazione di un istituto di tutela, assistenza e protezione dei minorenni soggetti a misure di sicurezza. Questi piccoli ospiti, sottoposti ad osservazione e selezioni e curati in relazione alle condizioni ambientali ed economiche in cui erano nati e cresciuti ed alle cause fisiologiche e sociali che ne avevano determinato la devianza, erano avviati al laboratorio d'istruzione ed alla classe professionale dove ricevevano una preparazione tale da essere poi assunti come operai specializzati nelle aziende pubbliche o private.
Il tribunale per i minorenni e il centro di rieducazione occupavano tutta l'ala occidentale del palazzo. I locali all'epoca utilizzati comprendevano il salone di udienza preliminare con annesso ufficio del presidente di tribunale, l'ufficio del procuratore del Regno, le sale per gli avvocati, la camera di consiglio, la camera dei testimoni e vari uffici annessi. Il resto del palazzo era adibito a centro di osservazione che comprendeva una vasta sala di ricezione, l'infermeria per le visite mediche, una sala per le esposizioni, un refettorio con annessa cucina, ampie camerate di pernottamento, due palestre, due giardini, un'officina, un laboratorio artigianale, una cappella per le funzioni religiose, una scuola elementare, una scuola di psicotecnica e la direzione didattica.
L'edificio fu danneggiato dal terremoto del 23 novembre 1980, che provocò il distacco di alcuni solai dai muri laterali, oltre che di parte dell'ala sinistra, a ridosso dell'orto botanico; persero la vita alcune anziane e due persone che le assistevano. L'ala crollata, messa in sicurezza, a tutt'oggi non è stata ancora ricostruita.
Nel 1981 la proprietà dell'edificio passò quindi al comune di Napoli, che nel 1999 istituì un progetto di recupero e avviò lavori di restauro.

### Il XXI secolo e l'uso attuale
Sulla struttura gravano una serie di vincoli giuridici che ne condizionano la destinazione d'uso.
- Vincolo di destinazione socio-assistenziale: tale vincolo affonda le proprie radici nella Legge Regionale 1980 n. 65 con la quale si obbliga ad assicurare la continuazione delle attività istituzionali per le quali l'Albergo è stato costruito; la struttura ospita la società sportiva dilettantistica Kodokan, collocata nel quadro del progetto "La città dei giovani" e di numerose altre associazioni. Inoltre, è regolarmente utilizzato come sede per alcuni spettacoli del Napoli Teatro Festival Italia.
- Vincolo di destinazione storico-artistico: essendo vincolato come bene immobile ai sensi del D.lgs. 1999 n. 490, l'Albergo è soggetto ad una serie tutele quali il divieto di effettuare restauri che ne pregiudichino l'aspetto sostanziale, la conservazione e l'integrità strutturale. Per tali ragioni sono state avanzate diverse ipotesi per il suo recupero quali, ad esempio, l'istituzione di un Museo dell'artigianato e dell'antiquariato per esporre e promuovere l'economia locale e di una Città della musica per valorizzare la tradizione canora partenopea. Si era pensato anche di trasferirvi la sede della Regione Campania, ma non se ne fece nulla.

Agli inizi del XXI secolo, quindi, il comune di Napoli avanzò un'ipotesi di masterplan che cercava di soddisfare i suddetti vincoli, realizzandovi la “Città dei giovani”, istituita nel gennaio 2005, che prevede spazi didattici e ricreativi per la popolazione minorile del quartiere.
Il restauro, previa gara europea, fu affidato dal comune di Napoli a un gruppo internazionale di professionisti guidato dallo strutturista romano Giorgio Croci e dall'architetto specialista francese Didier Repellin, composto dagli ingegneri Giuseppe Carluccio e Mario Biritognolo, da importanti architetti come Paolo Rocchi, Pascal Prunet, Francesca Brancaccio, Nicolas Detry, e con consulenti Elio Giangreco e Giovanni Carbonara. I progetti, in accordo ai principi del restauro critico, miravano al recupero filologico delle parti perdute o danneggiate e all'utilizzo di nuovi materiali e tecnologie dove la forma non fosse più recuperabile, in nome dei principi di eco-compatibilità e sostenibilità: così la copertura originale è stata sostituita da una copertura in vetro con elementi di captazione dell'energia solare, sono stati reimpiegati i materiali originari come tufo, mattoni, calce, sono stati restaurati gli antichi infissi in legno, si è realizzato un sistema di cisterne per la raccolta dell'acqua piovana. Alcuni di questi interventi sono stati realizzati anche grazie al gioco del lotto, in base a quanto regolato dalla legge 662/96.

### Prospettive future
Nel 2021, nell'ambito del PNRR, il governo Draghi stabilì lo stanziamento di 100 milioni di euro per la riqualificazione del Real Albergo dei Poveri. In particolare, il ministro della cultura Dario Franceschini avanzò la proposta di spostarvi la Biblioteca nazionale, ospitata dagli anni 1920 in ambienti del Palazzo reale, anche se il progetto è stato accolto con freddezza da più parti.
Nel novembre 2023 Gennaro Sangiuliano, ministro della cultura nel governo Meloni, confermata la volontà di recuperare il complesso come centro culturale, ne inaugura il cantiere assieme al sindaco Gaetano Manfredi: l’edificio a partire dal 2026 dovrà infatti ospitare gli archivi e le sale di lettura della Biblioteca nazionale, gli uffici e gli spazi espositivi e congressuali del Comune di Napoli, attività commerciali e per la ristorazione, parte della collezione del Museo archeologico di Napoli (MANN), spazi polifunzionali per la collettività, aule e uffici amministrativi per l’università, oltre a una foresteria con 180 posti letto per gli studenti.
Il progetto è firmato dallo studio ABDR Architetti Associati (Maria Laura Arlotti, Michele Beccu, Paolo Desideri, Filippo Raimondo).

## Architettura

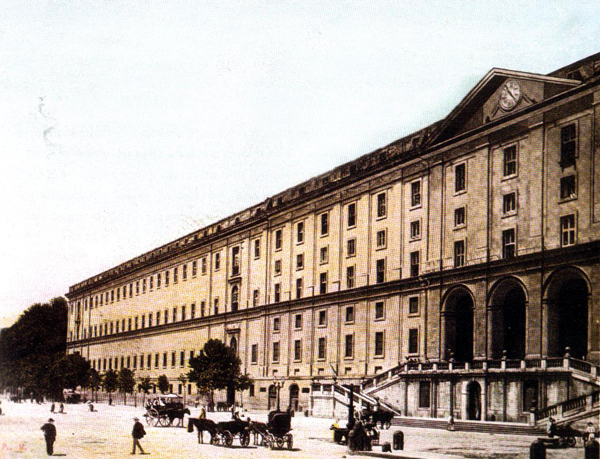
La facciata del palazzo, fine '800

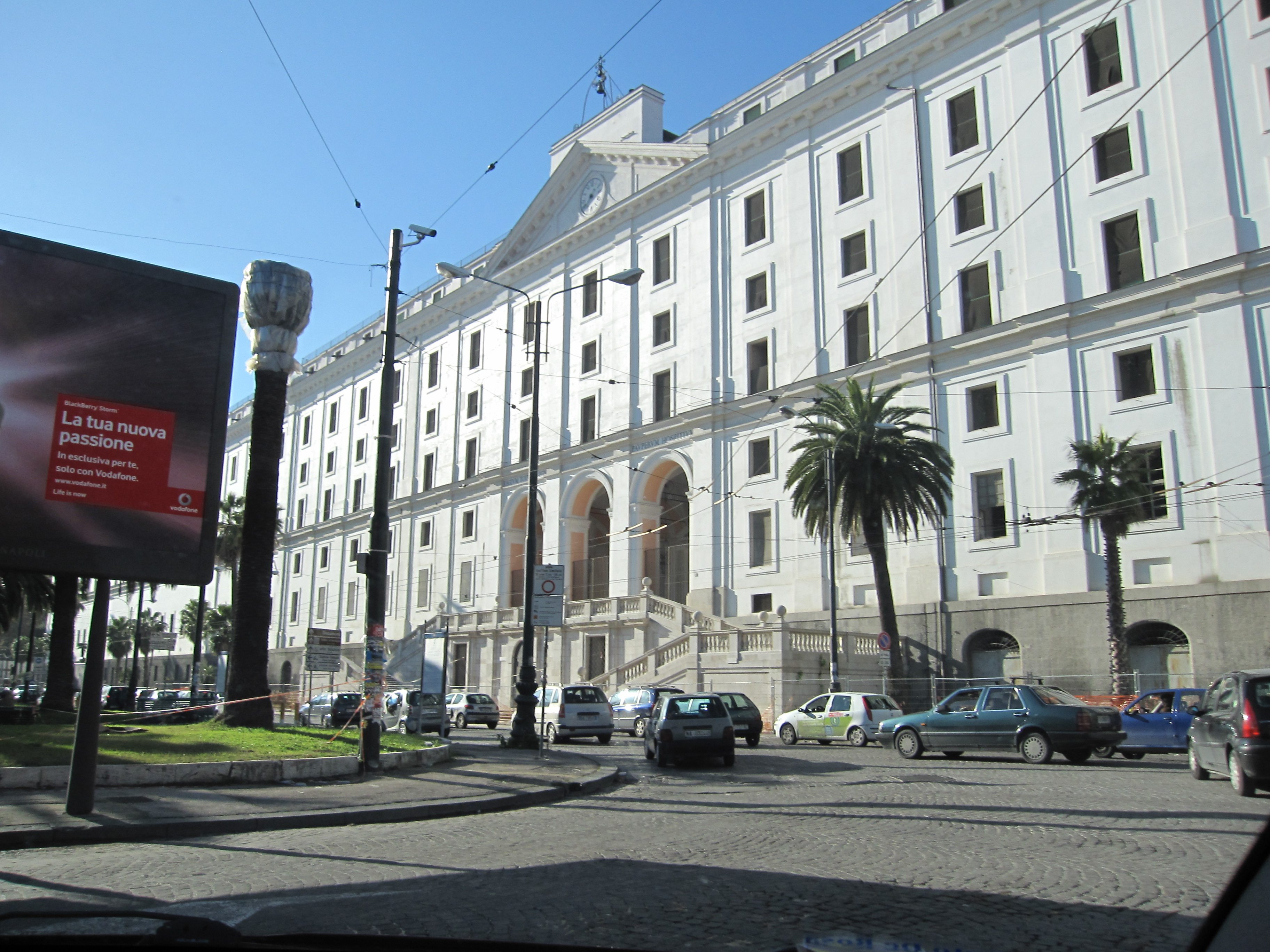
L'ingresso

Il progetto prevedeva l'edificazione di una struttura capace di accogliere e rieducare, secondo lo spirito della Prammatica di fondazione, circa ottomila tra poveri mendicanti, vagabondi e oziosi di tutto il Regno che, seppure abili al lavoro, erano privi di dimora e occupazione stabili. Qui gli ospiti erano divisi in quattro categorie: uomini e ragazzi, donne e ragazze. Ogni categoria era relegata in settori separati senza possibilità di contatto, eccetto gli orari di lavoro; si decise in tal modo di evitare la promiscuità che si era verificata nell'ospizio di San Gennaro extra-moenia, più piccolo ma con le medesime finalità dell'Albergo. Il progetto originario prevedeva un complesso edilizio molto più grande di quello attuale. Doveva estendersi su una vasta superficie con un prospetto di 600 metri di lunghezza e una larghezza di 135 metri e comprendere cinque grossi cortili in linea, uno dei quali, quello centrale, dotato di una cappella con pianta radiale a sei bracci.

### Esterno
Il Real Albergo dei Poveri si estende su una superficie di 103000 m² ed ha una facciata lunga 400 metri - circa un centinaio di metri in più rispetto al prospetto della Reggia di Caserta - intervallata da un doppio ordine di lesene, caratterizzata inoltre da cinque ordini di finestre e tre marcapiani con timpano centrale: monumentale è la scalinata a doppia rampa che segna l'ingresso principale alla struttura. Sul fronte d'ingresso è scolpita in epigrafe la dedica dettata dall'umanista ed epigrafista Alessio Simmaco Mazzocchi:

### Interni

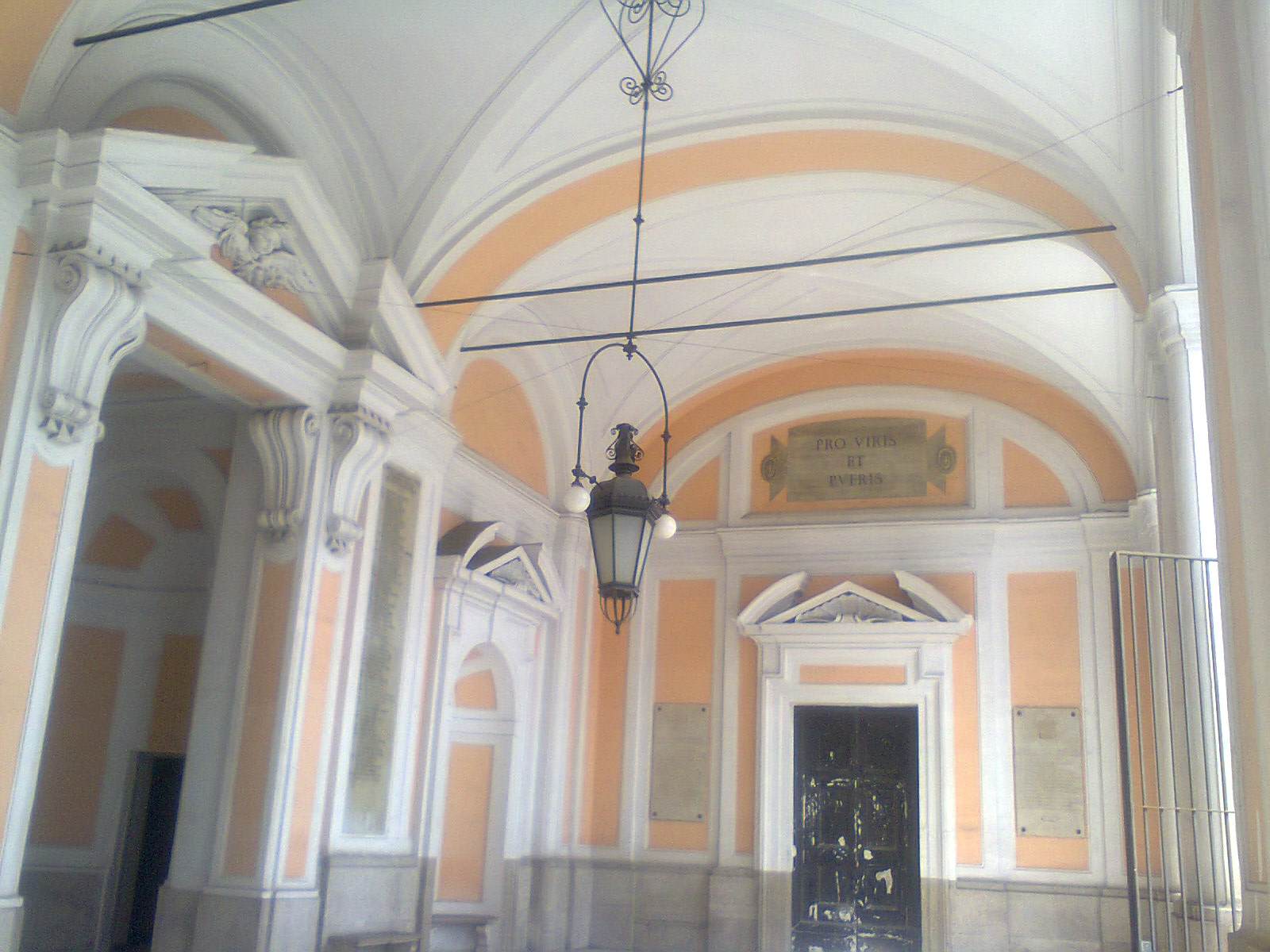
L'ingresso (interno)

L'interno è articolato intorno a tre cortili. Il cortile centrale è occupato da un corpo di fabbrica a croce di Sant'Andrea, costituito da un solo piano, che avrebbe dovuto essere la base della grande chiesa a pianta radiale con navata centrale e quattro bracci (navate laterali) che collegano detto cortile ai corpi laterali.
I cortili laterali erano adibiti a giardini, con aiuole per la parte centrale, mentre perimetralmente per una larghezza di circa dieci/otto metri costituivano spazi ricreativi con campetti di calcio, palla a volo, etc. Il cortile dell'ala prospiciente via Bernardo Tanucci è oggi utilizzato come parcheggio.
L'edificio è dotato di ben 430 stanze di differenti dimensioni a seconda della posizione: le più grandi, che occupano i volumi delle ali laterali, misurano su tutti i livelli 40 metri di lunghezza, sono larghe ed alte 8 metri.